# Día Mundial de la Radiología
El  Día Internacional de la Radiología es una jornada que se celebra cada 8 de noviembre desde 2012, fue proclamada por un grupo de instituciones internacionales relacionadas con la radiología en ese mismo año.

## Proclamación
El Día Internacional de la Radiología fue proclamado en 2012 por varias institucionescomo: la Sociedad Europea de Radiología (ESR), la Sociedad Radiológica de América del Norte (RSNA), el Colegio Americano de Radiología (ACR), en colaboración con la Sociedad Internacional de Radiología (ISR), y la Sociedad Internacional de Radiógrafos y Tecnólogos Radiológicos (ISRRT). Este día fue concebido como una evolución del Día Europeo de la Radiología, que se celebró por única vez el 10 de febrero de 2011. La idea inicial era resaltar la relevancia de la radiología en la  atención médica moderna, especialmente en la detección temprana de enfermedades, la reducción de cirugías innecesarias y la comprobación de los resultados positivos de los tratamientos. Posteriormente, se incorporó la importancia de mantener altos estándares educativos y profesionales en el campo.

## Celebración
Este día se celebra cada 8 de noviembre, en honor al descubrimiento de los rayos X por Wilhelm Conrad Röntgen en 1895, un evento que revolucionó la medicina moderna al permitir la visualización interna del cuerpo humano sin necesidad de cirugía. La primera celebración oficial tuvo lugar en 2012, marcando el comienzo de un evento anual en el que se realizan actividades como conferencias públicas, jornadas de puertas abiertas en departamentos de radiología, y eventos mediáticos.

## Temas
Los temas elegidos para el Día Internacional de la Radiología están relacionados con subespecialidades de la radiología, destacando sus desafíos y contribuciones en la atención al paciente:
- 2012 - 2013: Imágenes oncológicas de pulmón[11][12]
- 2014: Imágenes del cerebro[13]
- 2015: Imágenes oncológicas pediátricas[13]
- 2016: Imágenes mamarias[14]
- 2017: Radiología de emergencia[15]
- 2018: Imágenes cardiacas[16]
- 2019: Radiología del deporte[17]
- 2020: COVID-19: “¿Cómo nos ha cambiado?” y “¿Ahora qué?”[18]
- 2021: Radiología Intervencionista: Cuidado activo para el paciente[19]
- 2022 - 2023: Radiólogos y Técnicos acompañando al paciente[20][21]
- 2024: Papel del técnico en la Inteligencia Artificial e Impresión 3D en Radiología[22]

### Diferencias con el World Radiography Day
El Día Internacional de la Radiología comparte la fecha de celebración con el World Radiography Day ('Día Mundial de la Radiografía') o WRD por sus siglas en inglés, que también se celebra el 8 de noviembre para conmemorar el descubrimiento de los rayos X. Sin embargo, mientras que el Día Internacional de la Radiología se enfoca en un amplio espectro de la radiología y sus subespecialidades, el World Radiography Day, promovido principalmente por la ISRRT, se concentra en destacar la labor específica de los radiógrafos y tecnólogos radiológicos. Esta celebración enfatiza la importancia de la seguridad del paciente, la optimización de la dosis de radiación, y promueve una cultura de seguridad en la práctica radiológica.
Temas del World Radiography Day propuestos por la ISRRT:
(ISRRT propone sus propios temas enfocandolos en los aspectos del trabajo de los radiógrafos)
- 2009: Radiographers Care About YOUR Protection, ('Los radiógrafos se preocupan por TU protección')
- 2010: The fulcrum of the medical world, ('El fulcro del mundo médico')
- 2011: The heart of Modern Medicine, ('El corazón de la medicina moderna')
- 2012: Guides The Clinical Pathway, ('Guía el camino clínico')
- 2013: Radiographers Optimise Radiation Dose, ('Los radiógrafos optimizan la dosis de radiación')
- 2014: We Care About Your Safety, ('Nos preocupamos por tu seguridad')
- 2015: Have a Pivotal Role In Justification of Medical Exposures, ('Tienen un papel fundamental en la justificación de las exposiciones médicas')
- 2016: Quality Assurance, ('Aseguramiento de la calidad')
- 2017: We Care About Your Safety, ('Nos preocupamos por tu seguridad')
- 2018: Precision Compassion, ('Precisión y compasión')
- 2019: Radiographer is Promoting and maintaining safety culture, ('El radiógrafo promueve y mantiene la cultura de seguridad')
- 2020: Elevating Patient Care with ARTIFICIAL INTELLIGENCE, ('Elevando el cuidado del paciente con Inteligencia Artificial')
- 2021: The Role of the Radiographer in a Pandemic, ('El papel del radiógrafo en una pandemia')
- 2022: Radiographers at the Forefront of Patient Safety, ('Radiógrafos en la vanguardia de la seguridad del paciente')
- 2023: Celebrating Patient Safety, ('Celebrando la seguridad del paciente')